# Međunarodni festival pantomime u Solunu
Prvi Međunarodni festival pantomime održan je u periodu od 2.10. do 7.11.2015. godine u Solunu u Grčkoj. Organizatori festivala bili su Manastir Lazarista (neprofitna organizacija), Koncertna dvorana Megaro musikis u Solunu i Inter Show Productions.
Na festivalu su učestvovali: Samo ti (енгл. Only you) - Teatar Formi, (Poljska), Ikiru, posvećeno Pini Bauš, Tadaši Endo (Japan),  фр. Déjà vu? -  Kompanija Bodeker & Neander (Nemačka / Francuska), Svitac (Fire fly) - eVolution Dance Theater (Italija).

## Samo ti -  Teatr Formy (Poljska)
Predstava obuhvata period od 30-ih do 90-ih godina XX veka u Poljskoj. Neki od istorijskih događaja, kao i istorija sama čine jedan maglovit san iz detinjstva... Teatr Formy osnovan je 1996. godine. Inicijator je bio Jozef Markocki (osnivač Međunarodnih Festivala pantomime KINEMA i STREAM i direktor Škole pantomime). Njegovi projekti, od koji su najpoznatiji Alternacije  svemira, Sveto mesto, Misterija hleba i kamena, HomoSensibilias, Babel, Samo ti, Glad, prikazivani su kako u Poljskoj tako i u inostranstvu. Stvara pod uticajem Fakulteta pantomime Poljske, koji je osnovao Henrik Tomaševski, glumac čuvenog Teatra pantomime iz Vroclava.
Teatr Formy u svom jedinstvenom umetničkom stilu koristi elemente klasičnog,  modernog plesa i pantomime. Gostovao je u Japanu, Italiji, Francuskoj, Španiji, Holandiji, Belgiji, Švedskoj, Belorusiji, Rusiji, Ukrajini, Iranu, Gruziji, Češkoj, Slovačkoj, Austriji, Mađarskoj.

## Ikiru - Tadaši Endo (Japan)
Ikiru, što na japanskom znači život, predstava je koja je posvećena Pini Bauš, čuvenoj nemačkoj plesačici i koreografu. Ovaj performans prate muzički komadi Marije Kalas, norveškog trubača Arvea Henriksena, Baha, Persela, Alberta Kastilja, čuvenog argentinskog pevača tanga, kao i japanskog kompozitora Sakamota. 
Tadaši Endo je plesač čuvenog japanskog teatra Buto i učenik čuvenog Kazua Onoa. Buto je nastaо 60-ih godina i predstavlja oblik plesnog teatra sa grotesknim elementima.

## Déjà vu? - Bodecker & Neander Company (Nemačka / Francuska)
Dve tragikomične figure, bez reči i sa minimalnom scenografijom prilagođavaju performans publici i igraju se osećanjima.
Volfram von Bodeker i Aleksandр Neander studirali su u čuvenoj Međunarodnoj školi mimodrame grada Pariza, Marsela Marsoa. Nakon studija zajedno nastupaju širom sveta.
Njihov izvanredni vizuelni teatar prepun je magije, iluzija i humora. Spaja elemente filma i pozorišta. Njihove priče podstiču na razmišljanje istovremeno su i vesele, zabavne, ali i tragične.

## Svitac - eVolution Dance Theater (SAD / Italija)
Preplitanjem plesa, pozorišta, akrobacije, video umetnosti i tehnologije, ovaj performans stvara magiju i iluziju. Mnoštvo morskih bića koja ne poštuju zakone fizike sijaju kroz prostor, mešaju se i udaljavaju jedna od drugih. 
eVolution Dance Theater osnovan je 2008. godine u Rimu. Osnivač je Entoni Heinl, bivši plesač i koreograf u MOMIXu.